# Palo Hueco, Veracruz
Palo Hueco är en ort i Mexiko.   Den ligger i kommunen Huayacocotla och delstaten Veracruz, i den sydöstra delen av landet, 130 km nordost om huvudstaden Mexico City. Palo Hueco ligger 2 669 meter över havet och antalet invånare är 513.
Terrängen runt Palo Hueco är kuperad åt sydväst, men åt nordost är den bergig. Palo Hueco ligger uppe på en höjd. Runt Palo Hueco är det ganska glesbefolkat, med 43 invånare per kvadratkilometer. Närmaste större samhälle är Texcatepec, 18,8 km nordost om Palo Hueco. I omgivningarna runt Palo Hueco växer huvudsakligen savannskog.